# Todd (cratère)
Pour les articles homonymes, voir Todd.
Todd est un cratère à la surface de Phobos, satellite naturel de Mars. Il est nommé en l'honneur de David Peck Todd qui produisit un ensemble complet de photographies du transit de Vénus de 1882.